# Фотограф
Фото́граф, також світля́р — людина, що створює фотографії за допомогою фотокамери.
Фотографи можуть бути професіоналами чи аматорами. Професіонали заробляють фотографією на життя, аматори знімають задля задоволення.
Робота фотографа може складати просту зйомку натюрморту, портрету, пейзажу і т. д., або зйомку і обробку матеріалу. Створення фотографії може бути як творчістю одного фотографа, так і роботою цілої групи людей. Наприклад, фотографа, асистента, візажиста, моделі, фуд-стиліста, декоратора, модельєра і т. д.
Професіонали часто поділяються на дрібніші спеціальності: фотожурналісти, весільні фотографи, модельні, рекламні, пейзажні, спортивні. Є такі, що займаються кількома видами зйомки.
Фотограф, перш за все, демонструє на відбитку своє бачення. Від початку існування фотографії між фотографами та іншими представниками штуки існував конфлікт сприйняття фотографії. Перші вважали її мистецтвом, другі — технічним процесом. Але з часом більшість визнала те, що створення образу — це, по-перше, створення композиції, бачення та винахід, і, по-друге, — технічний процес обробки, який теж згодом став інструментом штукарів.

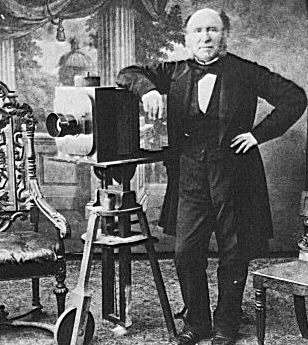
Англійський фотограф, 1850-х р.
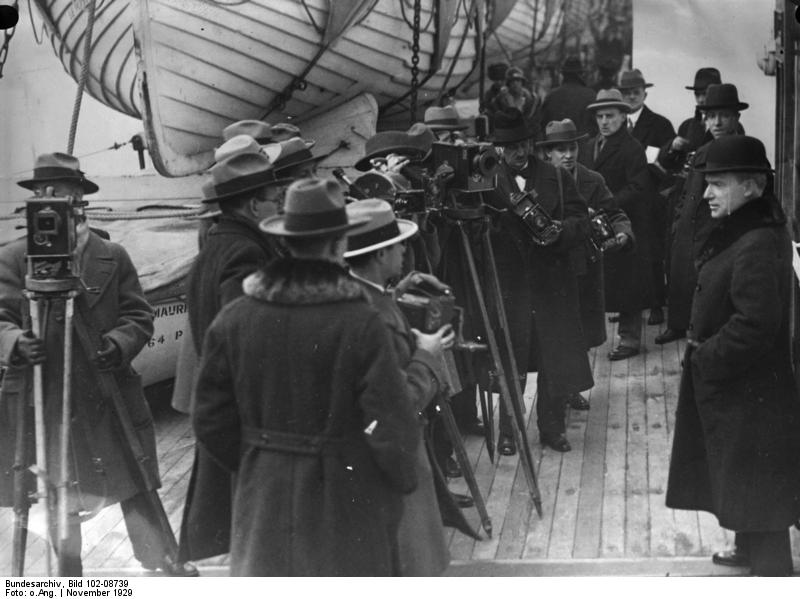
Фотографи, 1929 р.
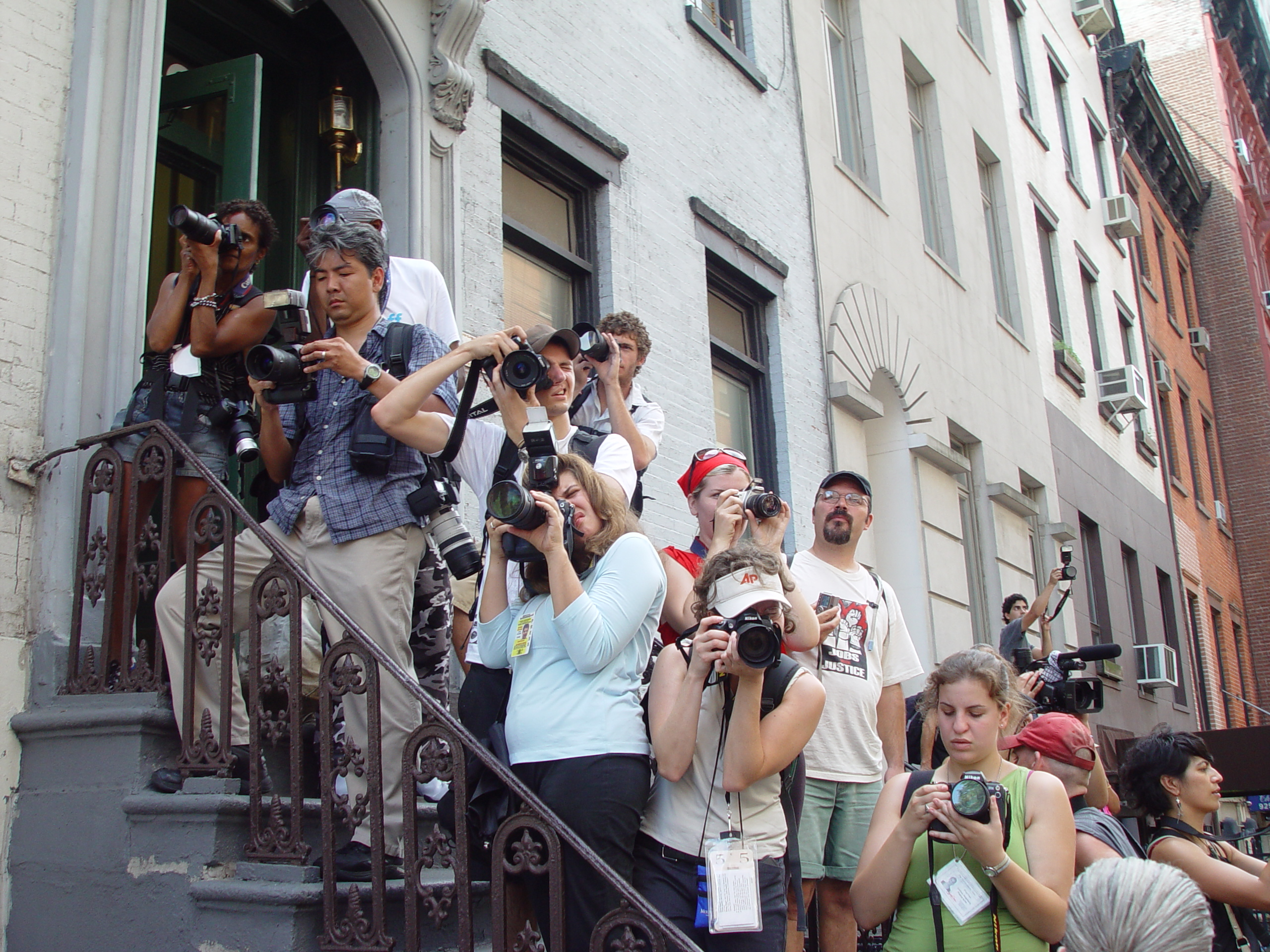
Багато фотографів, 2004 р.
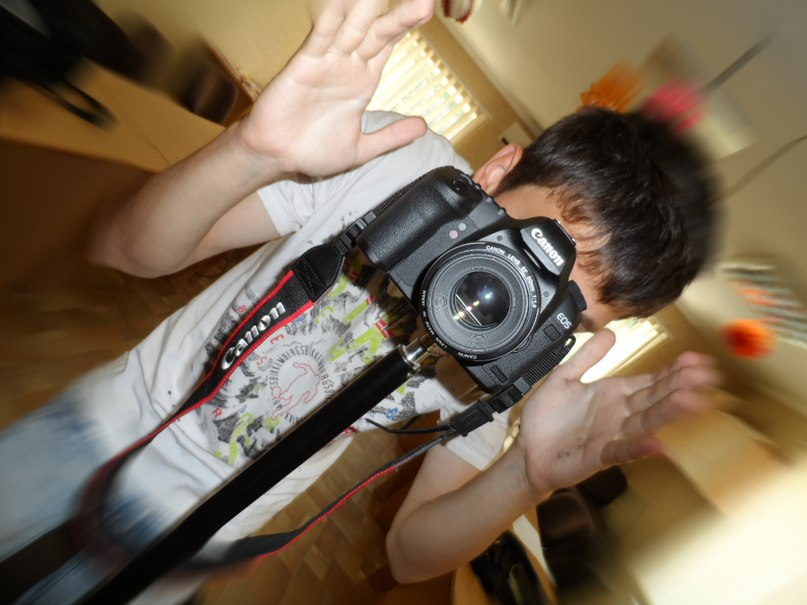
Фотограф, сучасне фото